# Беккер, Ричард
Ричард Беккер (нем. Richard Becker; 3 декабря 1887, Гамбург — 16 марта 1955) — немецкий физик-теоретик, внёсший значительный вклад в термодинамику, статистическую механику, сверхпроводимость и квантовую электродинамику.

## Ранние годы
Беккер родился в Гамбурге. Начал изучать зоологию в 1906 году во Фрайбургском университете им. Альберта Людвига, где получил докторскую степень в 1909 году при Августе Вайсманне. Услышав лекции Арнольда Зоммерфельда в Мюнхенском университете им. Людвига Максимилиана, Беккер заинтересовался физикой. Его наставниками стали такие известные ученые, как Макс Борн (Геттингенский университет им. Георга Августа ), Макс Планк и Альберт Эйнштейн, преподававшие  в Берлинском университете имени Гумбольдта. Под  руководством Планка, в частности,  в 1922 году Беккер принял участие в конкурсе хабилитации.
Во время Первой мировой войны Беккер работал промышленных организациях Германии, в том числе в Институте физической химии и электрохимии им. Кайзера Вильгельма и на заводе Osram.
В 1919 году Зоммерфельд рекомендовал трех своих учеников стать ассистентами математика Дэвида Гильберта в Геттингенском университете. В список вошли Адольф Кратцер, Беккер и Франц Пауэр. Кратцер, первый в списке, отправился в Геттинген.

## Карьера
После получения степени Беккер стал приват-доцентом в Университете Берлина. В 1926 году он стал ординарным профессором в Technische Hochschule Berlin и возглавил там новый факультет физики.
В 1935 году Зоммерфельд, теоретик, один из первооткрывателей квантовой механики, воспитавший новое поколение физиков, достиг возраста, когда он смог получить статус заслуженного профессора. Мюнхенский факультет составил список кандидатов на его должность. В списке было три имени: Вернер Гейзенберг, получивший Нобелевскую премию по физике в 1932 году, Питер Дебай, получивший Нобелевскую премию по химии в 1936 году, и Беккер — все бывшие ученики Зоммерфельда. Мюнхенский факультет поддерживал этих кандидатов. Тем не менее, академические сторонники Deutsche Physik и члены Имперского министерства образования (REM) составили свой собственный список кандидатов, и борьба началась.
Адольф Гитлер пришел к власти в Германии 30 января 1933 года, а Макс Борн ушел с должности директора Института теоретической физики в Геттингенском университете им. Георга Августа 1 июля того же года и эмигрировал в Англию. В 1934 году Фриц Саутер, будучи всего лишь приват-доцентом, был введен в Геттинген в качестве исполняющего обязанности директора Института теоретической физики (ИТП) и лектора по теоретической физике; Макс Борн был официально уволен по законам Нюрнберга 31 декабря 1935 года. Саутер, который был ассистентом Беккера в Берлинской высшей технической школе, продолжал исполнять обязанности директора ИТП до 1936 года, когда Беккер был назначен директором ИТП и ординарным профессором теоретической физики, после того как Имперское министерство образования упразднило должность Беккера в Берлине и переназначило его в Геттинген. Беккер оставался там в качестве директора до своей смерти в Бад-Швальбахе в 1955 году.
В 1954 году Беккер стал президентом Немецкого физического общества.
Среди учеников Беккера были Юджин Вигнер, получивший Нобелевскую премию по физике в 1963 году, Рольф Хагедорн, Вольфганг Пол и Ганс Дехмельт, которые разделили Нобелевскую премию по физике в 1989 году, и Герберт Крёмер, получивший Нобелевскую премию по физике в 2000 году.

## Книги
- Richard Becker Theorie der Elektrizität. Neubearbeitung des Werkes von M. Abraham (Teubner, 1933)
- Richard Becker Theorie der Wärme (Springer, 1950, 1966, and 1985)
- Richard Becker Vorstufe zur Theoretischen Physik (Springer, 1950)
- Richard Becker, author, and Fritz Sauter, editor Theorie der Elektrizität. Bd. 1. Einführung in die Maxwellsche Theorie (Teubner, 1957, 1962, 1964, and 1969)
- Richard Becker, author, Fritz Sauter, editor, and Ivor De Teissier, translator Electromagnetic Fields and Interactions, Volume I: Electromagnetic Theory and Relativity (Blaisdell, 1964)
- Richard Becker, author and Fritz Sauter, editor Theorie der Elektrizität. Bd. 2. Einführung in die Quantentheorie der Atome und der Strahlung (Teubner, 1959, 1963, 1970, and 1997)
- Richard Becker, author, Fritz Sauter, editor, and Ivor De Teissier, translator Electromagnetic Fields and Interactions, Volume II: Quantum Theory of Atoms and Radiation (Blaisdell, 1964)
- Richard Becker, author and Fritz Sauter, editor Electromagnetic Fields and Interactions Revised in 1964, and in a single volume. (Dover) ISBN 0-486-64290-9
- Richard Becker, author and Fritz Sauter, editor Theorie der Elektrizität. Bd. 3. Elektrodynamik der Materie (Teubner, 1969)
- Ричард Беккер «Теория электричества. Электронная теория» (Либроком, 2011) ISBN 978-5-397-01534-9